# Guillaume de Saxe-Weimar
Guillaume (11 avril 1598, Altenbourg – 17 mai 1662, Weimar), est duc de Saxe-Weimar de 1626 à sa mort.
Cinquième fils du duc Jean II de Saxe-Weimar et de Dorothée-Marie d'Anhalt, il assure la régence du duché à partir de 1620, lorsque son frère aîné Jean-Ernest Ier est dépouillé de ses biens par l'empereur Ferdinand II. Guillaume ne prend le titre de duc qu'après la mort de son frère aîné, en 1626.
En 1640, la Saxe-Weimar connaît une nouvelle division : Guillaume conserve Weimar, son frère Albert reçoit Eisenach et son autre frère Ernest reçoit Gotha. Quatre ans plus tard, Albert meurt sans héritier et ses deux frères se partagent ses terres.

## Descendance
Le 23 mai 1625, Guillaume épouse Éléonore-Dorothée d'Anhalt-Dessau (16 février 1602 – 26 décembre 1664), fille du prince Jean-Georges Ier d'Anhalt-Dessau. Neuf enfants sont nés de cette union :
- Guillaume (26 mars 1626 – 1er novembre 1626) ;
- Jean-Ernest II (11 septembre 1627 – 15 mai 1683), duc de Saxe-Weimar ;
- Jean-Guillaume (16 août 1630 – 16 mai 1639) ;
- Adolphe-Guillaume (14 mai 1632 – 22 novembre 1668), duc de Saxe-Eisenach ;
- Jean-Georges Ier (12 juillet 1634 – 19 septembre 1686), duc de Saxe-Marksuhl puis de Saxe-Eisenach ;
- Wilhelmine-Éléonore (7 juin 1636 – 1er avril 1653) ;
- Bernard (14 octobre 1638 – 3 mai 1678), duc de Saxe-Iéna ;
- Frédéric (19 mars 1640 – 19 août 1656) ;
- Dorothée-Marie de Saxe-Weimar (14 octobre 1641 – 11 juin 1675), épouse en 1656 le futur duc Maurice de Saxe-Zeitz.